# Nada a Perder 2: Não Se Pode Esconder a Verdade
Nada a Perder 2: Não Se Pode Esconder a Verdade é um filme biográfico brasileiro de drama, sequência da cinebiografia sobre a trajetória do bispo evangélico, escritor e empresário Edir Macedo. Foi dirigido por Alexandre Avancini e roteirizado por Stephen P. Lindsay e Emílio Boechat.

## Sinopse
Enquanto o primeiro filme mostrava a busca espiritual de Macedo, desde a infância até o surgimento da Igreja Universal do Reino de Deus, essa continuação foca no crescimento da Universal pelo mundo e, principalmente, nos casos mais polêmicos envolvendo denúncias e ataques ao bispo e à igreja que ele ajudou a fundar.
Após deixar a prisão em 1992, Edir Macedo atravessa uma série de provações: a conduta inapropriada de outros bispos da Igreja, o ataque de políticos, a doença de sua mãe, a tragédia do desabamento do teto de um templo em São Paulo. Enquanto isso, fiéis começam a ser perseguidos nas ruas e as Igrejas correm o risco de fechar. Pressionado, ele decide subir o monte Sinai e visitar Jerusalém, onde tem uma ideia: construir o Templo de Salomão, réplica do local homônimo citado na Bíblia, localizado em São Paulo.

## Elenco
| Ator/Atriz       | Personagem                     |
| ---------------- | ------------------------------ |
| Petrônio Gontijo | Edir Macedo                    |
| Day Mesquita     | Ester Bezerra                  |
| Dalton Vigh      | Juiz Luiz Ramos                |
| Eduardo Galvão   | Monsenhor José Maria           |
| Raphael Viana    | Evandro / Carlos Magno         |
| Otávio Martins   | Ministro Francisco Bittencourt |
| Beth Goulart     | Eugênia Macedo (Geninha)       |
| Paulo Lessa      |                                |
| Giovanna Chaves  | Cristiane Cardoso              |
| Rafael Gevú      | Renato Cardoso                 |
| Igor Cosso       | Clodomir Santos                |
| Marcelo Arnal    | Júlio Freitas                  |
| Joana Rodrigues  | Viviane Freitas                |
| André Garolli    | Delegado Leo                   |
| Leonardo Franco  | Albino                         |
| César Mello      | Paulo                          |
| Kathia Calil     | Maria Eduarda                  |
|                  |                                |

## Recepção

### Crítica
Em crítica postada na IstoÉ Independente, consta: "A ficção incorpora trechos documentais, do bispo e sua família, de auxiliares. Tudo bem feito, bem acabado. O filme manipula? Com certeza. É chapa-branca. Toda a tentativa de destruir o bispo e sua reputação é obra do Grande Satã, para usar a linguagem do aiatolá Khomeini contra os EUA, no auge da crise com o Irã. (…) Nada a Perder 2 não é um filme inocente, sobre um herói glorificado, e maior que a vida. Tudo ali tem um objetivo, o fortalecimento de uma ideia, um conceito. Seria mais fácil de ser descartado, não fossem os atores."
Escrevendo para O Globo, Daniel Schenker disse que Edir Macedo e "os demais personagens surgem com desenhos igualmente restritos. Os roteiristas também se valem, de maneira desgastada, do procedimento do flashback (…) Avancini busca ainda seduzir o público através de diferentes meios. (…) A artificialidade com que os elementos aparecem dispostos na tela, contudo, determina o reduzido valor artístico do filme."
Como no filme de 2018 Nada a Perder, foram observadas salas com poltronas vazias, mesmo com ingressos para tais sessões estando esgotado.